# Greifenberg (Spessart)
Der Greifenberg ist ein 483 m ü. NHN hoher Berg im Spessart im bayerischen Landkreis Aschaffenburg und im hessischen Main-Kinzig-Kreis in Deutschland.

## Beschreibung
Der Greifenberg liegt zwischen den Orten Wiesen und Bieber. Über den Gipfel verläuft die Landesgrenze, zwischen der Gemeinde Biebergemünd (Hessen) und dem gemeindefreien Gebiet Wiesener Forst (Bayern). Im Osten geht der Greifenberg flach zum Hühnerberg (482 m) über. Westlich des Gipfels befindet sich der Dr.-Karl-Kihn-Platz. Dort treffen zwei historische Handelsstraßen zusammen, der Eselsweg und die Birkenhainer Straße. Beide führen auch über den Greifenberggipfel. Des Weiteren endet am Dr.-Kihn-Platz der Degen-Weg. Südwestlich davon beginnt ein bachloses Tal, das zu den Kahlquellen führt. Nördlich des Berges verläuft das Tal des Schwarzbaches; im Südosten fließt der Wiesbüttgraben.